# شارووی
شارووی (به چکی: Šarovy) یک منطقهٔ مسکونی در جمهوری چک است که در ناحیه زلین واقع شده‌است. شارووی ۲٫۲۳ کیلومتر مربع مساحت و ۲۳۳ نفر جمعیت دارد و ۲۳۳ متر بالاتر از سطح دریا واقع شده‌است.